# Robbedoes: De Robot Invasie
Robbedoes: De Robot Invasie (Engels: Spirou: The Robot Invasion) is een computerspel dat in 2000 uitkwam voor de Game Boy Color. Het spel is gebaseerd op het gelijknamige Belgische stripfiguur Robbedoes.

## Spelbeschrijving
Robbedoes: De Robot Invasie is een side-scrolling platformgame met 18 levels verspreid over 10 werelden, waarin de speler een horde robots moet vernietigen. De game bevat een stripverhaal gebaseerd op Robbedoes en Kwabbernoot, waarbij de levels gebaseerd zijn op de omgevingen uit de strips zelf.